# Júkova
Júkova (en rus: Жукова) és un poble de l'óblast d'Arkhànguelsk, a Rússia, segons el cens del 2012 no tenia cap habitant.